# ادوارد لینتنر
ادوارد لینتنر (انگلیسی: Eduard Lintner؛ زادهٔ ۴ نوامبر ۱۹۴۴) سیاست‌مدار اهل آلمان است.
وی همچنین برندهٔ جوایزی همچون نشان افتخار شایستگی جمهوری فدرال آلمان شده‌است. ادوارد لینتنر از سال ۱۹۹۱ تا ۱۹۹۸ وزیر امور خارجه پارلمانی و از سال ۱۹۹۲ تا ۱۹۹۸ او افسر مبارزه با مواد مخدر در دولت فدرال بود.